# Merluccius productus
Merluccius productus és una espècie de peix pertanyent a la família dels merlúccids.

## Descripció
- Pot arribar a fer 91 cm de llargària màxima (normalment, en fa 60) i 1.190 g de pes.[3]
- És de color argentat al dors i esdevé gradualment blanquinós en arribar al ventre.
- Cap més aviat curt.
- 1 espina i 48-56 radis tous a l'aleta dorsal i 40-43 radis tous a l'anal.
- Els extrems de l'aleta pectoral normalment arriben tot just o una mica més enllà de l'origen de l'aleta anal.
- Aleta caudal sempre còncava.[4][5]

## Alimentació
Menja una àmplia varietat de peixos i d'invertebrats durant la nit.
És depredat per esquàlids; a Mèxic per Tetrapturus audax, l'emperador (Xiphias gladius) i Makaira mazara; als Estats Units per Sarda chiliensis chiliensis, la bacora (Thunnus alalunga), la tonyina blava (Thunnus thynnus thynnus), Sebastes entomelas, el lleó marí de Califòrnia (Zalophus californianus) i la tintorera (Prionace glauca); i al Canadà per la foca comuna (Phoca vitulina).

## Hàbitat
És un peix d'aigua marina i salabrosa, pelàgic-oceànic i de clima temperat (51°N-15°N, 130°W-77°W) que viu entre 0-1.000 m de fondària a la plataforma continental principalment.

## Distribució geogràfica
Es troba al Pacífic oriental: des del nord de l'illa de Vancouver (el Canadà) fins al nord del golf de Califòrnia.

## Observacions
És inofensiu per als humans i la seua esperança de vida és de 16 anys.